# ميلوس ستانوفيتش
ميلوس ستانوفيتش (بالصربية السيريلية: Милош Станојевић)‏ هو لاعب كرة قدم صربي في مركز الوسط، ولد في 20 نوفمبر 1993 في فاليفو في صربيا. لعب مع بي أيه إس كيه بيوغراد وراد بيوغراد وملادوست لوتشاني ونابريداك كروشيفاتس.

## وصلات خارجية
- ميلوس ستانوفيتش على موقع اتحاد تركيا (لاعب) (الإنجليزية)
- ميلوس ستانوفيتش على موقع قاعدة بيانات كرة القدم.إي يو (الإنجليزية)
- ميلوس ستانوفيتش على موقع ناشيونال فوتبول تيمز (الإنجليزية)
- ميلوس ستانوفيتش على موقع Soccerway.com (الإنجليزية)
- ميلوس ستانوفيتش على موقع عالم كرة القدم.نت (الإنجليزية)